# Провинција Ното
Ното (јап. 能登国) је једна од 66 историјских провинција Јапана, која је постојала од почетка 8. века (закон Таихо из 703. године) до Мејџи реформи у другој половини 19. века. Ното је заузимао истоимено полуострво, на северној обали острва Хоншу, у области Хокурикудо.
Царским декретом од 29. августа 1871. све постојеће провинције замењене су префектурама.Територија провинције Ното одговара северном делу данашње префектуре Ишикава.

## Географија
Ното је заузимао истоимено полуострво, на северној обали острва Хоншу, у области Хокурикудо. Ното се граничио са провинцијама Кага и Ечу на југу, док је са севера, истока и запада био окружен Јапанским морем.

## Историја
Током периода Муромачи (1333-1573) провинција Ното била је под управом гувернера (шуго) из породице Хатекајама (рођака шогуна Ашикага), са престоницом у замку Нанао. У анархији периода Сенгоку, власт гувернера се урушила распадом шогуната током 1550-1560, а уздигле су се локалне великашке породице Чо и Јуса, бивши вазали породице Хатекајама, које су се бориле за превласт у провинцији. Пошто је породица Чо током 1570-их тражила подршку Ода Нобунаге (у то време господара Кјота и околних провинција), породица Јуса окренула се Нобунагином непријатељу Уесуги Кеншину, господару провинције Ечиго. Породица Јуса помогла је Кеншинову инвазију провинције Ното 1576: 15. септембра 1577, док су снаге клана Уесуги опседале Нанао, група завереника коју је предводио Јуса Цугумицу побила је све чланове породице Чо у замку и предала га Кеншину. После Кеншинове смрти (1578), провинција је пала под власт Ода Нобунаге (1581), а сви чланови породице Јуса, иако су се покорили добровољно, побијени су од преживелих чланова породице Чо који су били у Нобунагиној служби.